# Primeiras formas de vida conhecidas
As primeiras formas de vida conhecidas sobre o planeta Terra são micro-organismos fossilizados encontrados nos precipitados de fontes hidrotérmicas. A primeira vez que a vida apareceu na Terra é um evento, em sua exata situação temporal e espacial, ainda é desconhecido. A vida pode ter aparecido já há 3770 milhões de anos, e possivelmente há 4280 milhões de anos, logo após do que oceanos se formaram há 4410 milhões de anos, e não muito após a formação da Terra há 4540 milhões de anos. Um modo de vida é uma entidade ou ser que é considerado vivo.

## Galeria

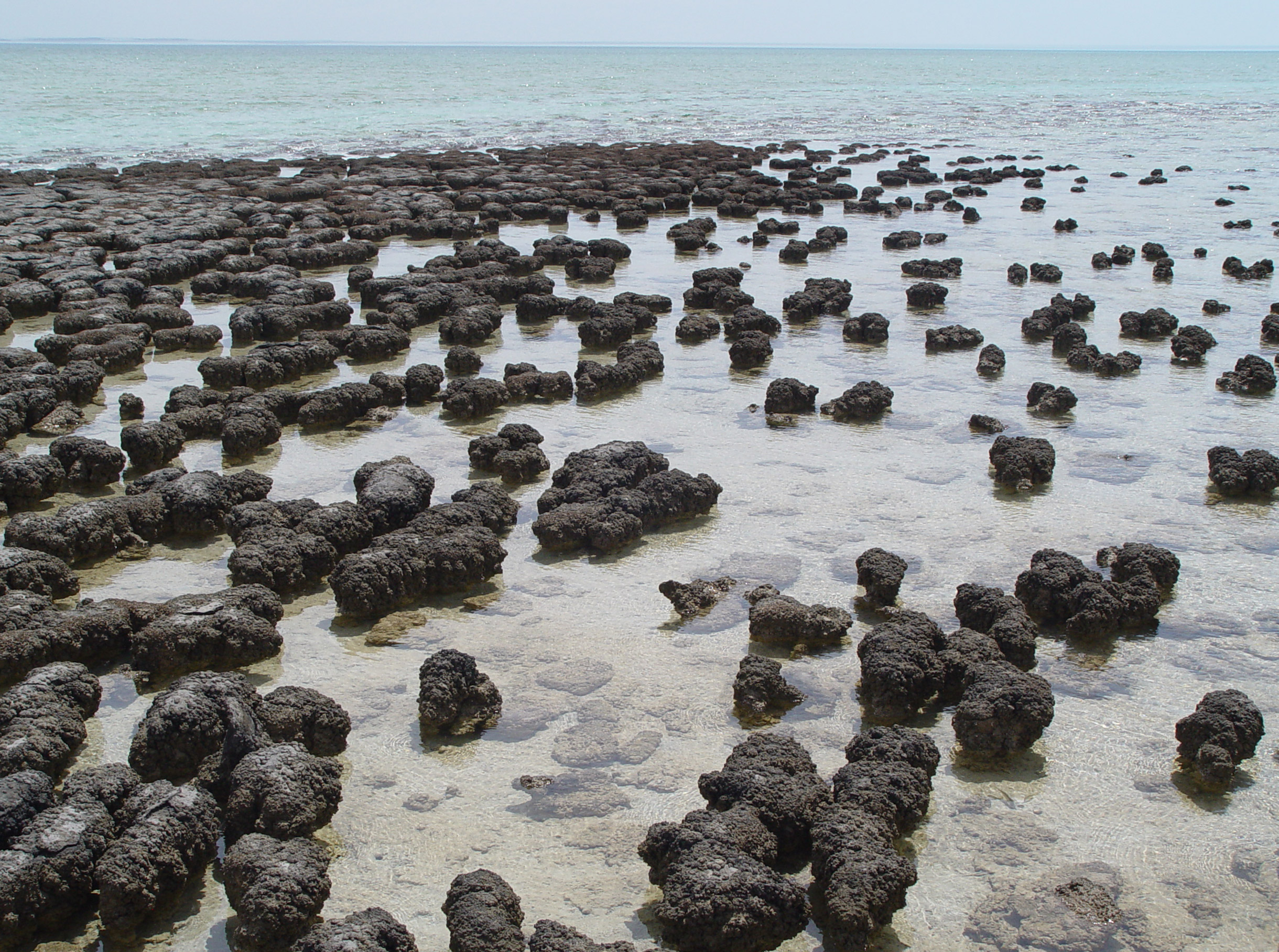
Os estromatólitos se formaram por micro-organismos crescendo em camadas para evitar ser enterrado por sedimentos.
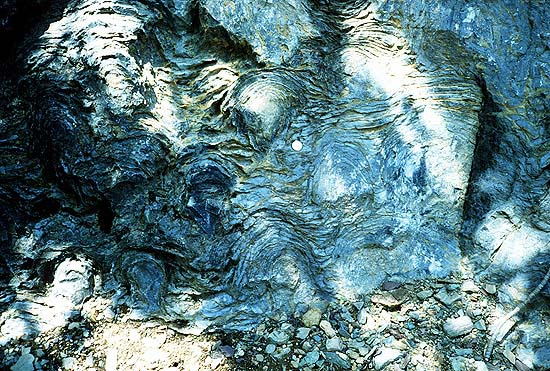
Estromatólitos deixado como desperdício por cianobactérias, uma das formas vivas fossilizadas mais antigas da terra.
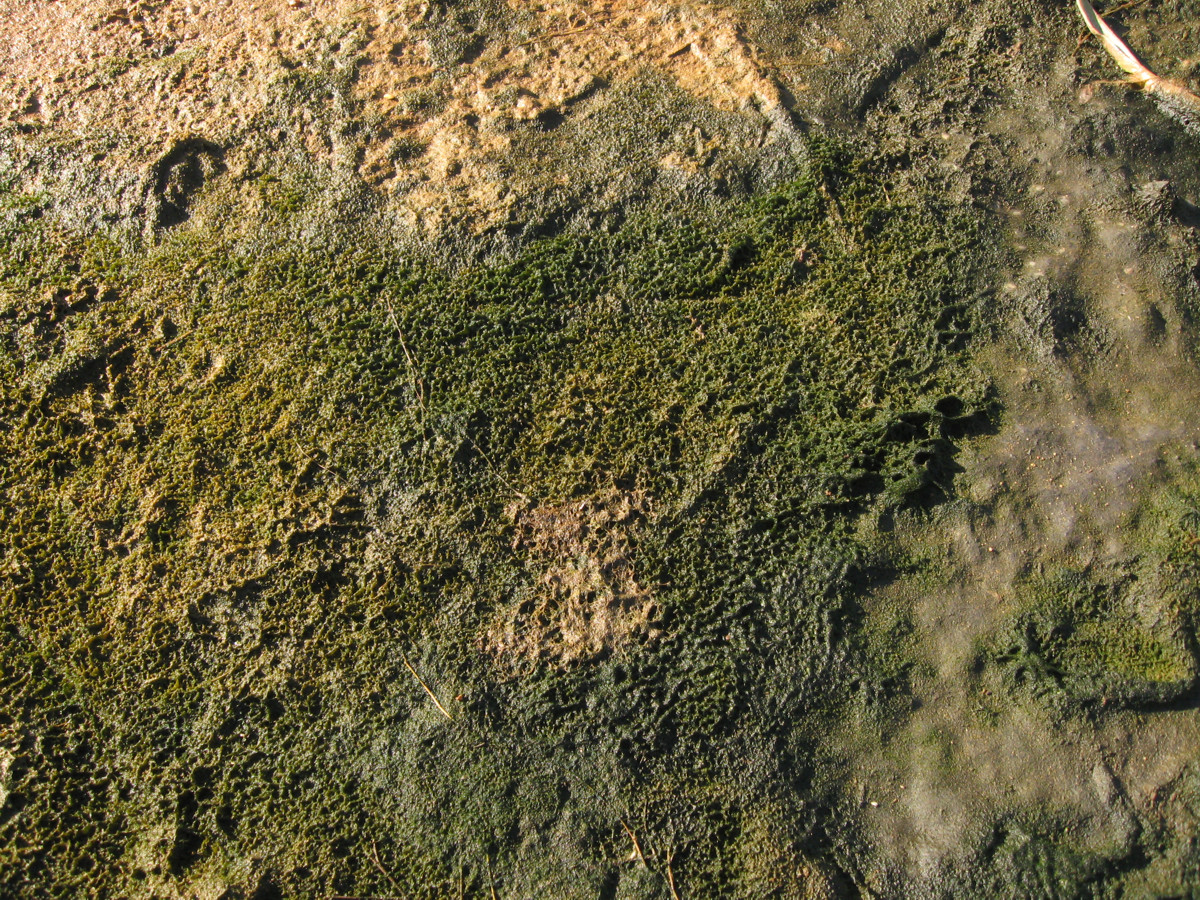
Um tapete de cianobactérias e algas, lago de sal no Mar Branco.
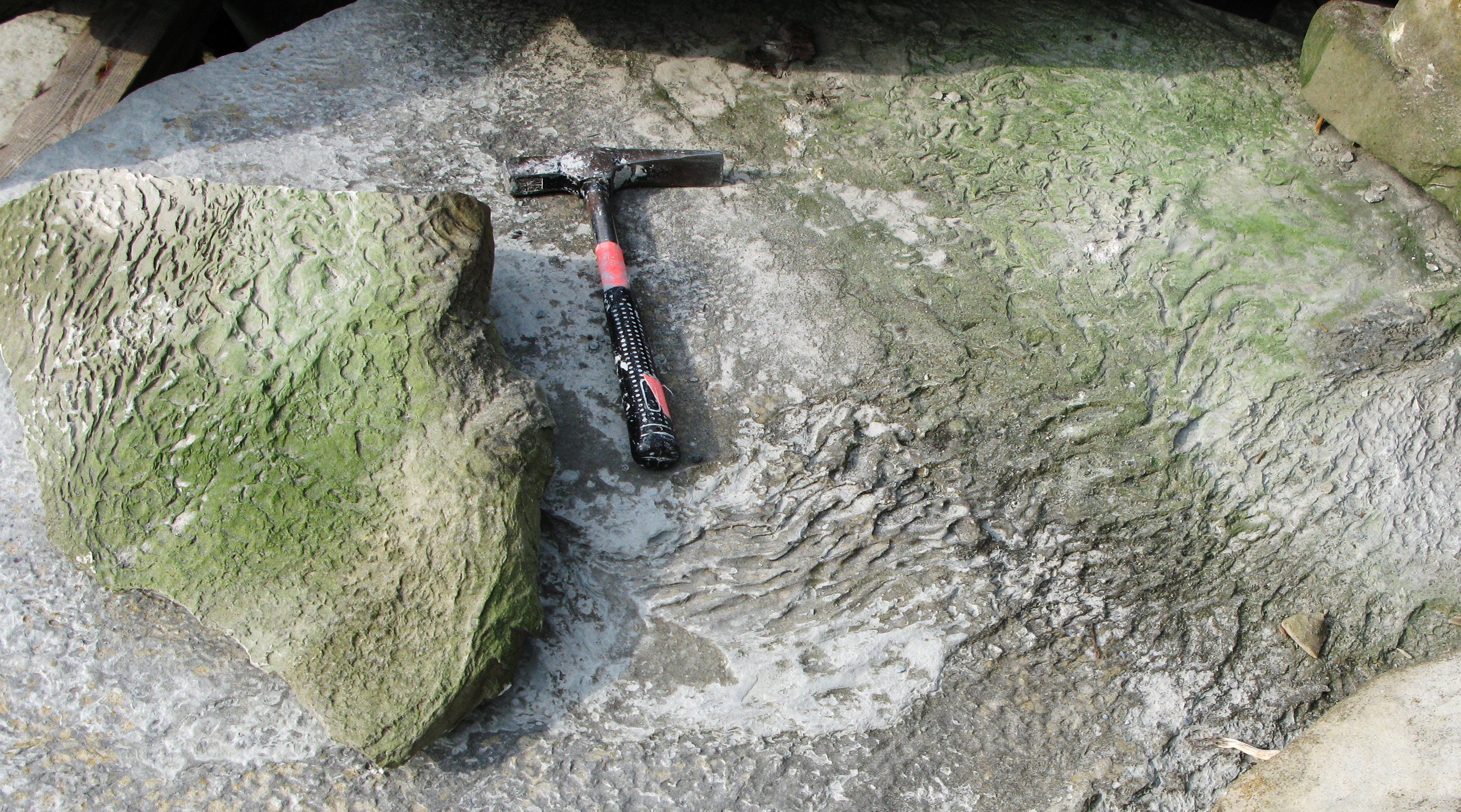
Estruturas do tipo sedimentar Wrinkled Kinneyia formada por sob os tapetes microbianas na zona costeira.
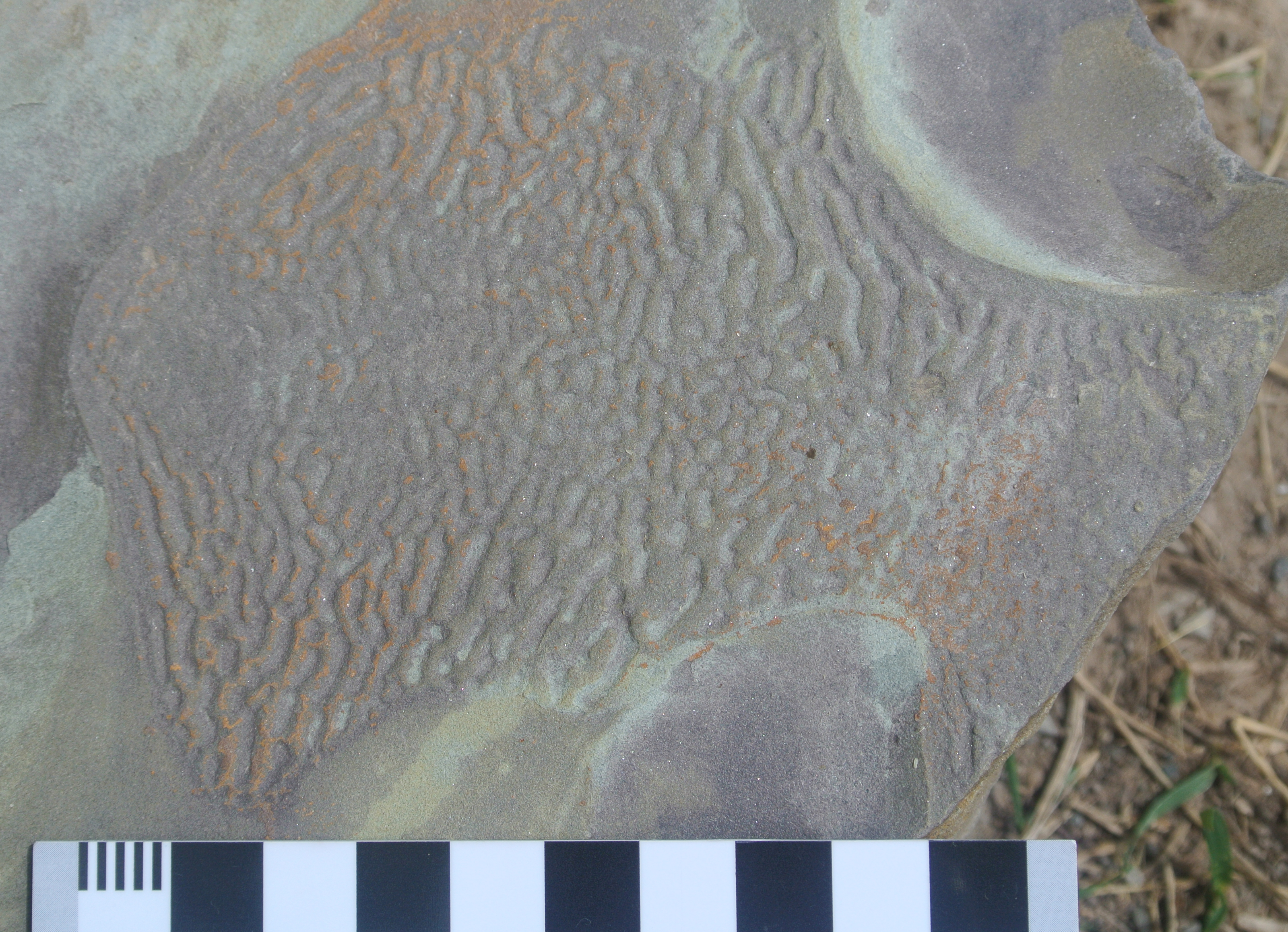
Estruturas do tipo Kinneyia na Formação Grimsby (Siluriano) expostas na Cânion da Niagara, NY.